# Tupolev A-3 Aerosledge
Tupolev A-3 Aerosledge là một loại aerosledge lưỡng cư, được thiết kế để chở khách và hàng hóa hạng nhẹ ở các vùng xa xôi của Liên Xô. Tên chính thức là A-3 "Hope" ("Nadezhda").